# Habib Dlala
 (mars 2014).
Si vous disposez d'ouvrages ou d'articles de référence ou si vous connaissez des sites web de qualité traitant du thème abordé ici, merci de compléter l'article en donnant les références utiles à sa vérifiabilité et en les liant à la section « Notes et références ».
Habib Dlala, né le 9 avril 1949, est un géographe tunisien.

## Biographie
Titulaire d'un doctorat d'État de géographie obtenu à l'université Strasbourg-I en mai 1986, il enseigne depuis plus de trente ans la géographie économique, la géographie du développement, la géographie urbaine et l'aménagement du territoire à la faculté des sciences humaines et sociales de l'université de Tunis dont il a été le doyen de 1999 à 2005.
Il est vice-recteur de l'université de La Manouba de 2008 à 2011. Il est, depuis 2005, responsable, au sein de l'université de Tunis, de l'unité de recherche intitulée « Fonctions économiques et changement urbain ». Il est par ailleurs directeur de la Revue tunisienne de géographie depuis 2006.

## Publications

### Ouvrages
- L'économie industrielle dans les villes-ports du nord-est tunisien (Tunis, Bizerte, Menzel Bourguiba), Tunis, Imprimerie officielle de la République tunisienne, 1981, 365 p.
- (ar) Économie industrielle et espace, Tunis, ISEFC/Cérès Production, 1990, 314 p.
- Structuration et fonctionnement de l'espace industriel tunisien : approche macroscopique, Tunis, Université de Tunis I, 1993, 534 p. (ISBN 978-9973922236).
- Méthodes de géographie industrielle : observation, théorisation, action, Tunis, Centre de publication universitaire, 1999, 185 p. (ISBN 9973-937-66-X).
- (ar) Aspects problématiques en géographie du développement, Tunis, Centre de publication universitaire, 2002, 200 p.
- Économie, réseaux et territoires de l'innovation : dans le contexte du nouvel ordre technologique global, Tunis, Centre de publication universitaire, 2008, 344 p. (ISBN 9-9733-7416-9).
- Mondialisation et changement urbain, Tunis, Centre de publication universitaire, 2010, 357 p.
- Les marges périurbaines en Tunisie et au Maghreb, Tunis, Centre de publication universitaire, 2013, 188 p. (ISBN 978-9973377388).

### Articles (sélection)
- « L'aménagement du territoire en Tunisie », Revue tunisienne de géographie, no 1,‎ 1978, p. 99-111.
- « L'emploi de la méthode entrée-sortie en géographie industrielle », L'Espace géographique, no 2,‎ 1988, p. 140-149 (ISSN 0046-2497).
- « Le transfert de technologie et de savoir faire industriel en Tunisie », Annales de géographie, no 554,‎ 1990, p. 454-470 (ISSN 0003-4010).
- « Nouvelle littéralité industrielle en Tunisie, mondialisation et aménagement du territoire », L'Espace géographique, no 1,‎ 1999, p. 48-59 (ISSN 0046-2497).
- « Métropolisation et recomposition territoriale du Nord-Est tunisien », Cybergeo,‎ 7 décembre 2007 (ISSN 1278-3366).
- « L'émergence métropolitaine de Tunis dans le tournant de la mondialisation », Méditerranée, no 116,‎ 2012, p. 93-104 (ISSN 0025-8296).